# Herbert Jefferson
Herbert Jefferson Jr. (Sandersville, 28 settembre 1946) è un attore statunitense.
È cresciuto a Jersey City (New Jersey). Si è laureato con lode nel 1969 all'Accademia americana di arti drammatiche di New York. È conosciuto in particolare per aver interpretato il tenente Boomer nella serie televisiva Battlestar Galactica.

## Filmografia

### Cinema
- Virus letale (Outbreak), regia di Wolfgang Petersen (1995)
- Apollo 13, regia di Ron Howard (1995)

### Televisione
- Colombo (Columbo) – serie TV, episodio 4x01 (1974)
- Galactica (Battlestar Galactica) – serie TV, 5 episodi (1980)